# Croix de Blassac
La croix de Blassac est une croix monumentale située à Blassac, en France.

## Généralités
La croix est située sur la place de l'église, sur le territoire de la commune de Blassac, dans le département de la Haute-Loire, en région Auvergne-Rhône-Alpes, en France.

## Historique
La croix est datée du XVe siècle,.
La croix est classée au titre des monuments historiques par arrêté du 4 juillet 1907.

## Description
Rare croix en fer forgé subsistant en Haute-Loire, la croix repose sur une pierre conique. Elle est composée de deux tiges en fer forgé de section octogonales dont les extrémités sont boulées et sur lesquelles des feuilles dentelées sont rivées,. Un Christ en bronze est fixé au centre de la croix.